# Gandhismo
Il gandhismo (Hindi: गाँधीवाद Gām̐dhīvāda; Gujarati: ગાં Gandhisma) è l'insieme delle idee, dei princìpi, delle credenze e del pensiero filosofico di Mohandas Karamchand Gandhi (conosciuto come Mahatma Gandhi), che è stato il più grande politico e leader spirituale dell'India e del movimento d'indipendenza indiana.
Il gandhismo è particolarmente associato con i suoi contributi all'idea e alla prassi della resistenza nonviolenta, a volte chiamata resistenza civile. Il termine "gandhismo" comprende anche ciò che le idee, le parole e le azioni di Gandhi significano per le persone di tutto il mondo, e i modi in cui esse usano questo corpo culturale come guida per la costruzione del loro futuro. Il gandhismo coinvolge, inoltre, il campo prettamente individuale dell'essere umano, quello non-politico e non-sociale. Un gandhiano è una persona che segue il, o una specifica filosofia associata al, gandhismo. Un eminente studioso, il professor Ramjee Singh, ha chiamato il Mahatma Gandhi il Bodhisattva del XX secolo.
Tuttavia, Gandhi non approvava il termine "gandhismo", come lui stesso ha spiegato:

## Satyagraha
Il termine Satyagraha è formato dalle due parole sanscrite Satya (verità) e Agraha(fermezza). Esso è divenuto popolare nel periodo del movimento per l'Indipendenza dell'India ed è utilizzato in diverse lingue indiane, compreso l'Hindi.

### Satya
L'elemento centrale e qualificante del Gandhismo è il Satya, una parola sanscrita usualmente tradotta con "verità", il cui significato letterale è "ciò che è davvero" (derivante dalla radice verbale as che significa "essere"). Il principio del Satya, come adottato da Gandhi, richiede che la verità debba pervadere tutte le considerazioni politiche.
La dedizione di Gandhi verso la non-violenza, la libertà umana, l'uguaglianza e la giustizia derivò dalle sue convinzioni personali.
La verità è interpretata in modo soggettivo. Il gandhismo non richiede che i suoi seguaci aderiscano alla lettera ai principi propri di Gandhi, ma che ne seguano lo spirito. Ad esempio, se qualcuno ritiene che la violenza sia in determinate occasioni necessaria, è veritieria anche quella credenza. Quando Gandhi tornò in India nel corso della Prima Guerra Mondiale, egli affermò che avrebbe supportato gli Inglesi nella guerra. Sarebbe stato sbagliato, secondo Gandhi, chiedere uguali diritti per gli Indiani all'interno dell'Impero e non contribuire alla sua difesa. Al contrario, al tempo dell'avanzata dei Giapponesi nella Seconda Guerra Mondiale, aveva abbandonato l'idea di combattere al fianco degli Inglesi e argomentò in favore della Ahimsa.
Gandhi sviluppò uno stile di vita attraverso il suo costante "sperimentare la verità" - la frase apposta come sottotitolo della sua autobiografia. Egli era disposto ad imparare attraverso tentativi ed errori, spesso ammettendo i propri sbagli e comportandosi di conseguenza. Questo fu particolarmente evidente quando Gandhi interruppe a livello nazionale la resistenza civile nel 1922, dopo l'incidente di Chauri Chaura. Egli avrebbe abbandonato la lotta per l'indipendenza politica a favore della verità, ritenendo che gli Indiani non dovessero divenire assassini e commettere le stesse malvagità che essi accusavano gli Inglesi di perpetrare contro l'India.
Il gandishmo riguarda più lo spirito con il quale Gandhi fece il suo percorso per scoprire la verità, che quello che egli alla fine considerò essere verità. È il fondamento dell'insegnamento di Gandhi e lo spirito della sua intera vita di esaminare e comprendere da sé stessi e non considerare nessuno o nessuna ideologia per scontati.
Disse Gandhi:
La filosofia di Gandhi comprendeva anche l'onotologia e il suo rapporto con la verità. Per Gandhi, "essere" non significa esistere all'interno del mondo temporale, come era stato in passato nell'impostazione dei filosofi greci. Piuttosto, "esistere" significa esistere all'interno del mondo della verità o, per usare il termine cui ricorreva Gandhi, Satya. In un primo momento, Gandhi riassunse le sue credenze dicendo "Dio è Verità", modificato poi in "La Verità è Dio" in seguito alla sua successiva esperienza. La prima affermazione sembrò insufficiente a Gandhi, poiché il fraintendimento poteva essere che Gandhi utilizzasse la veirtà come descrizione di Dio, come opposto a Dio come un aspetto del Satya. Satya (verità) nella filosofia gandhiana è Dio. Condivide tutte le caratteristiche del concetto Hindu di Dio, o Brahma, e i gandhiani credono che esso viva in ciascuna persona e che allo stesso tempo guidi l'intero universo.

## Brahmacharya e ahimsa
Il concetto di non violenza (ahimsa) e resistenza non violenta ha una lunga storia nel pensiero religioso indiano ed ha avuto molti revival in contesti Hindu, Jaina, Mussulmani e Cristiani.